# 圣约翰大学法学院
圣约翰大学法学院（St. John's University School of Law）是一所自1925年起在美国纽约市皇后区创设的法学院，附属于圣约翰大学，目前是纽约市经过美国律师协会认证的8所法学院之一。
该学院在《美国新闻与世界报道》的法学院排名里被评为第79名。